# Spitzmüller István
Spitzmüller István (Hajdúnánás, 1986. május 14. –) magyar labdarúgó, jelenleg a Debreceni EAC játékosa. Korábbi klubjai az FK Hajdúnánás, a DSI, a DVSC és a Létavértes voltak.

## Pályafutása
Általános iskolás korában kezdett el futballozni Hajdúnánáson, később a városi serdülő csapatban folytatta a sportolást. Tizenkét éves korában beköltözött Debrecenbe, három évvel később került a DVSC-hez, minden korosztályos csapatban játszott. Létavértesen két évet töltött. 2015 és 2017 között két idényt töltött Békéscsabán, ahol a 2015-2016-os szezonban harminckét mérkőzésen játszott az élvonalban. 2017 nyarán a harmadosztályú STC Salgótarjánhoz igazolt. 2018 februárjában az ugyancsak harmadosztályú Debreceni EAC játékosa lett.

## Külső hivatkozások
- Hlsz.hu profil